# (14965) Bonk
Pour les articles homonymes, voir Bonk (homonymie).
(14965) Bonk est un astéroïde de la ceinture principale.

## Description
(14965) Bonk est un astéroïde de la ceinture principale. Il fut découvert le 24 mai 1997 à Bornheim par Norbert Ehring. Il présente une orbite caractérisée par un demi-grand axe de 2,44 UA, une excentricité de 0,20 et une inclinaison de 14,5° par rapport à l'écliptique.

## Compléments